# Dichomeris mimesis
Dichomeris mimesis is een vlinder uit de familie van de tastermotten (Gelechiidae). De wetenschappelijke naam van de soort is voor het eerst geldig gepubliceerd in 1986 door Hodges.

## Type
- holotype: "male, 22.VII.-2.VIII.1974, H.R. Burke. USNM Genitalia Slide No. 86849"
- instituut: USNM
- typelocatie: "USA, Texas, Anderson County, Salmon"[3]